# رضا شلغوم
رضا شلغوم هو وزير المالية في حكومة تونس . ولد محمد رضا شلغوم الذي عين اليوم الخميس 17 يناير وزيرا للمالية بقفصة سنة 1962 وهو متحصل على شهادة الدراسات العليا اختصاص تمويل التنمية والإجازة في العلوم الاقتصادية ومتخرج من معهد الدفاع الوطني.
وقبل تعيينه في خطته الجديدة شغل محمد رضا شلغوم منصب رئيس هيئة السوق المالية كما اضطلع قبل ذلك بعدة مهام منها رئيس ديوان وزير المالية ومدير عام الامتيازات الجبائية والمالية بوزارة المالية ومدير الادخار والسوق المالية بنفس الوزارة. وعين في سبتمبر 2006 عضوا بالمجلس الاقتصادى والاجتماعي. ومحمد رضا شلغوم متحصل على الصنف الرابع من وسام الجمهورية وهو متزوج واب لثلاثة أبناء.

## المصدر
- وكالة تونس أفريقيا للأنباء